# Берски конак
Берският конак (на турски: Konak; на гръцки: Δικαστικό Μέγαρο Βέροιας) е обществена сграда, една от архитектурните забележителности на южномакедонския град Бер, Гърция, в която е разположен градският съд.
Разположена е на площад „Орологиу“. Построена е в 1903 година. Има кръстовиден план със сводове. Когато градът попада в Гърция, в сградата се разполага местният съд. Сградата е реставрирана цялостно в 1985 – 1986 година, при което е върнат първоначалният дизайн с леки промени на фасадата.